# Maja Söderström
Maja Söderström, född 19 september 2011, är en svensk barnskådespelerska och artist. Hon har som skådespelare varit med i flera svenska serier och filmer, däribland julkalendern Storm på lugna gatan 2018 och har som artist släppt flera låtar. 2024 gick hon till final i SVT:s Hello Mello med hennes låt Lat. Andra låtar Maja har gjort är  "En jul för alla" (2018) och "Som sommaren" (2019).

## Biografi
I SVT:s julkalender Storm på Lugna gatan 2018 hade Maja Söderström rollen som Vilja i familjen Storm. Hon medverkade även i den direktsända Unicefgalan på TV4 den 1 maj 2019. Söderström har också gästat flera TV-serier, som Finaste familjen och Helt perfekt. 
Under 2019 och 2022 medverkade Söderström i musikalen Snövit the musical på Göta Lejon, där hon gjorde rollen som Lilla Snövit. Hon medverkade även i filmen Breaking Surface. Söderström spelade rollerna som Molly och Annie i musikalen Annie på Intiman 2020–2022.
Sommaren 2023 spelade hon Annika i Pippi på Cirkus. Söderström spelade även björnsystern Liv i Djungelboken the musical 2023.
Hösten 2023 spelade hon huvudrollen Matilda i Matilda the musical på Kulturhuset Stadsteatern i Stockholm.
Hon spelar Myran i komediserien Sjölyckan på Cmore/TV4 2020–2023. Söderström spelar också Charlie i barnserien Spookys på Barnkanalen.

## Filmografi
- 2018 – Storm på Lugna gatan (TV-serie)
- 2020 – Helt perfekt (TV-serie)
- 2020 – Breaking Surface
- 2020–2021 – Sjölyckan (TV-serie)
- 2021 – Agatha Christies Hjerson
- 2022–2023 – Spookys (TV-serie)
- 2022 – Beck – 58 minuter
- 2022 – Förtrollad (röstroll)

## Teater

### Roller
| År                 | Roll            | Produktion                              | Regi             | Teater                         |
| ------------------ | --------------- | --------------------------------------- | ---------------- | ------------------------------ |
| 2021               | Molly och Annie | Annie Thomas Meehan och Charles Strouse | Kålle Gunnarsson | Intiman                        |
| 2019 och 2022–2023 | Lilla Snövit    | Snövit the musical                      | Robert Dröse     | Göta Lejon och turné i Sverige |